# Podophyllum peltatum
Podophyllum peltatum је зељаста вишегодишња биљка из фамилије Berberidaceae. Њено природно станиште су листопадне шуме источне Северне Америке. Попут многих других пролећних ефемероида, она ниче из земље пре него што шума озелени, и затим полако угине током лета; њен животни век је нешто дужи од других пролећних емфемерала, као што је Trillium.